# Garnisonskirche (Mannheim)

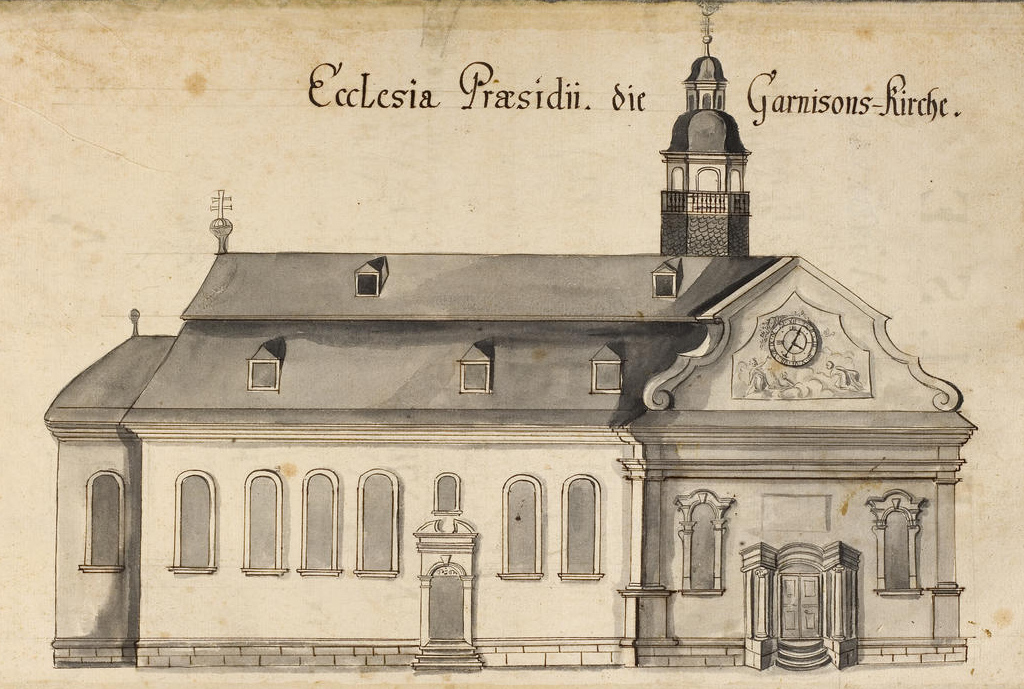
Die Garnisonskirche Mannheim

Die Mannheimer Garnisonskirche war ein katholisches Gotteshaus, das vornehmlich den Militärpersonen der kurpfälzischen Hauptstadt diente.

## Geschichte
Der Pfälzer Kurfürst Karl III. Philipp verlegte 1720 seine Residenz von Heidelberg nach Mannheim. Dementsprechend folgten auch der Hof und die Administration. Das Militärkontingent der Stadt wurde vergrößert. Die Soldaten hatten bis dahin die Kapuzinerkirche als Gotteshaus benutzt. Der Bereich der heutigen Quadrate C 5 und C 6 war damals durch militärische Einrichtungen (Kaserne) geprägt. Auf dem heutigen Quadrat C 5 (Toulonplatz), ab 1777/78 mit dem Zeughaus, ließ der Kurfürst die Garnisonskirche als eigene Militärkirche errichten. Am 21. Oktober 1737 legte man den Grundstein, der Bau wurde 1739 vollendet und geweiht. Kirchenpatrone waren die Apostel Philippus und Jakobus.
Mehrere Kirchenbücher sind erhalten, Seelsorge und Verwaltung übten die Kapuziner aus. In den Gottesdiensten sang regelmäßig ein Militärchor, zu dessen Mitgliedern auch der später bekannte Tenor Friedrich Epp (1747–1802) zählte. An Mariä Lichtmess 1742 dotierten hier der kurpfälzische Proviantmeister Johann Schorr und seine Gattin Maria Amalia geb. Weiß, mit 1200 Gulden eine Schutzengelbruderschaft, die im religiösen Leben der Stadt bedeutend wurde und den Besuch der Kirche vermehrte.
Als 1777 das alte Zeughaus in Quadrat B 3 zum Mannheimer Nationaltheater umgebaut wurde, errichtete man ein neues Zeughaus am heutigen Standort. Die Garnisonskirche störte den ungehinderten Blick auf dessen Fassade. Daher riss man sie 1780–1782 ab und verlegte die Militärgottesdienste wieder in die Kapuzinerkirche, wohin auch der größte Teil ihres Inventars kam. Das anfallende Abbruchmaterial stiftete Kurfürst Karl Theodor zum Neubau der benachbarten Spitalkirche.

## Baubestand

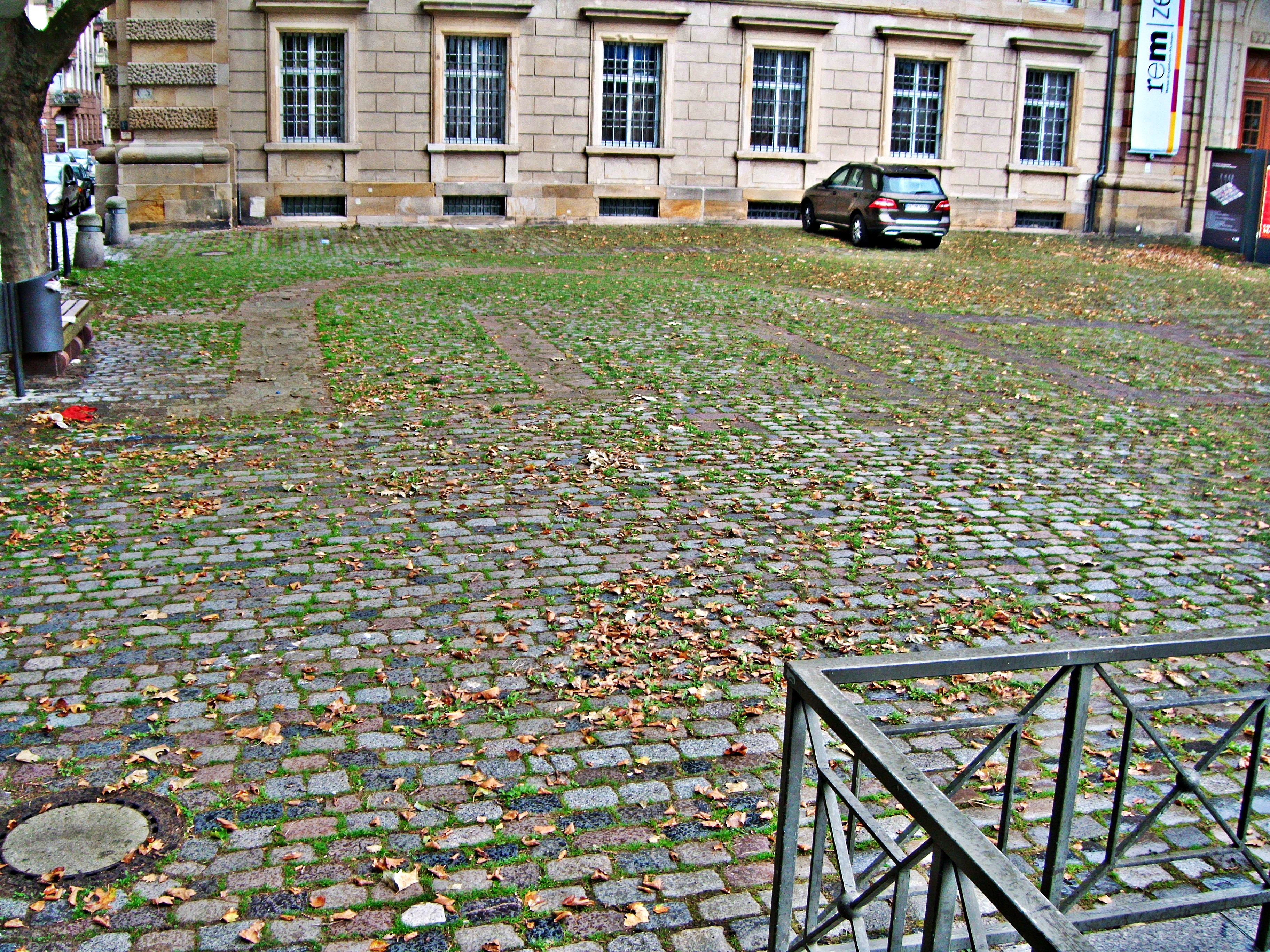
Der vor dem Zeughaus in der Pflasterung hervorgehobene Grundriss

Die Barockkirche mit angebautem eingezogenem Chor stand im südlichen Bereich des heutigen Toulonplatzes, wo ihr Grundriss im Straßenpflaster hervorgehoben ist. An der Nordostecke war ein Turm mit Laterne angebaut. Das Gotteshaus stand in Ost-West-Richtung, wobei allerdings der Chor im Westen lag. Der Landeshistoriker Johann Franz Capellini von Wickenburg hat uns in dem Sammelwerk Thesaurus Palatinus die Ansicht der Kirche überliefert. Der Grundstein befindet sich heute in der archäologischen Sammlung der Reiss-Engelhorn-Museen.
Unter der Kirche befand sich eine Gruft, die nach dem Abriss in Vergessenheit geriet. Beim Bau einer Tiefgarage vor dem Mannheimer Zeughaus stieß man 1979 wieder darauf und barg die Gebeine von vier Personen. Zwei Skelette konnten als die des kurpfälzischen Ministers bzw. Hofkanzlers Jakob Tillmann von Hallberg († 1744) und seiner Gattin Anna Maria Josepha geb. von Francken († 1739), Tochter des Ministers Johann Bernhard von Francken, identifiziert werden. Ihre dortige Beisetzung war im Thesaurus Palatinus dokumentiert. Sie wurden 2003 in einer Gruft unter dem Hallbergschen Schloss zu Fußgönheim wiederbestattet.
Die Überreste zweier weiterer Personen sind noch nicht identifiziert. Es könnte sich dabei um den österreichischen Oberstleutnant Graf Thomas de los Rios († 1743), Sohn des Feldmarschalls Francesco de Los Rios handeln, dessen Begräbnis ebenfalls der Thesaurus Palatinus überliefert, und um den österreichischen Husarenoberst Freiherr Johann Baptist Bartholotti von Partenfeld († 1745), der laut Zedlers Universallexikon mit großem Gepränge dort bestattet worden war.